# Tatjana Lwowna Schtschepkina-Kupernik

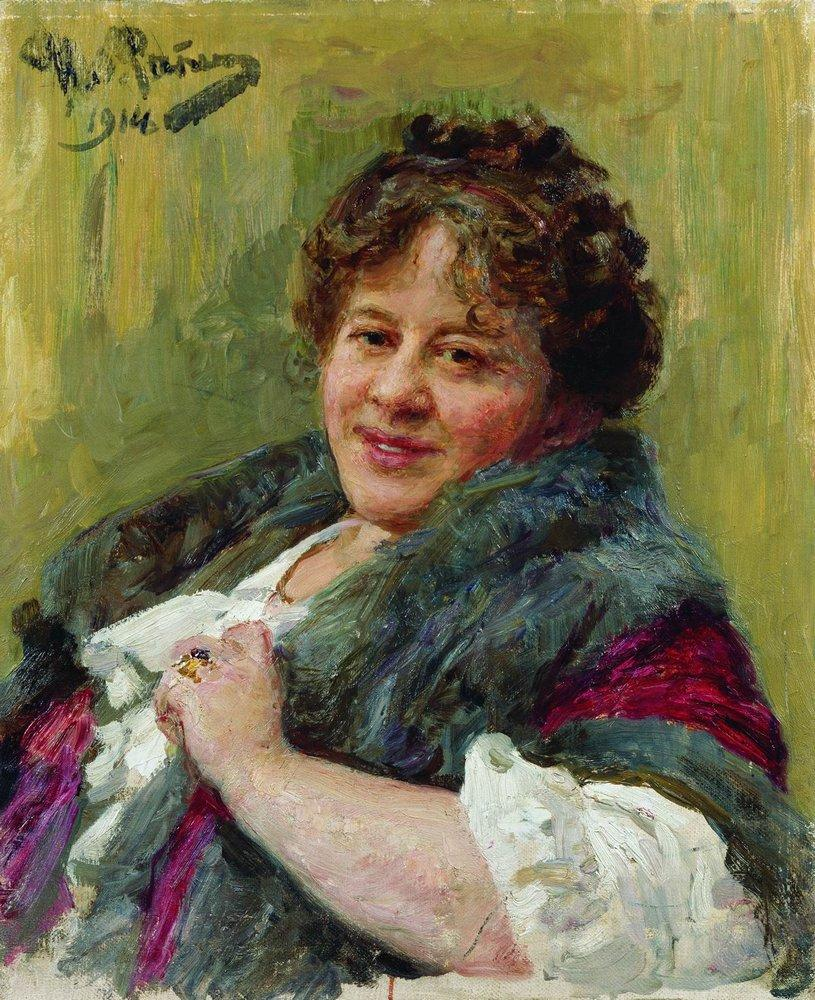
Tatjana Lwowna Schtschepkina-Kupernik (Ilja Jefimowitsch Repin, 1914, Kunstmuseum Charkiw)

Tatjana Lwowna Schtschepkina-Kupernik (russisch Татьяна Львовна Щепкина-Куперник; * 12. Januarjul. / 24. Januar 1874greg. in Moskau; † 27. Juli 1952 ebenda) war eine russisch-sowjetische Schriftstellerin, Dichterin, Dramatikerin und Übersetzerin.

## Leben
Die Tochter des Advokaten Lew Abramowitsch Kupernik und Urenkelin des Schauspielers Michail Schtschepkin besuchte das Gymnasium. Schon mit 12 Jahren schrieb sie Gedichte, auch zu Ehren ihres Urgroßvaters. 1892 wurde erstmals ein Theaterstück Letnaja Kartinka (Sommerbild) im Moskauer Maly-Theater aufgeführt. In der Saison 1892–1893 spielte sie selbst im Korsch-Theater mit.
Tatjana Schtschepkina-Kupernik war mit der Schauspielerin Lidija Jaworskaja befreundet. Für deren Neues Theater übersetzte sie einige französische Theaterstücke, ein Stück von ihr selber wurde dort 1901 inszeniert. Sie vermittelte Jaworskaja auch den Kontakt zu Anton Tschechow (den sie beide Avellan nannten, nach dem Admiral Theodor Avellan). Im Januar 1895 gelang ihr die Versöhnung ihrer tödlich zerstrittenen Freunde Tschechow und Lewitan bei einem unerwarteten Treffen auf Tschechows Landgut Melichowo. Tatjana Schtschepkina-Kupernik war auch eine langjährige enge Freundin Alexandra Kollontais.
Nach 1918 blieb sie in Russland, verlegte ihre schriftstellerische Tätigkeit aber vor allem auf Übersetzungen.
Tatjana Schtschepkina-Kupernik wurde auf dem Moskauer Nowodewitschi-Friedhof begraben.

## Ehen
Tatjana Schtschepkina-Kupernik war in erster Ehe mit dem Dichter und Dramatiker Leonid Munstein (1867–1947, Pseudonym Lolo) verheiratet. Danach lebte sie in zweiter Ehe mit dem Advokaten Nikolai Borissowitsch Polynow (1873–1939). Tatjana Schtschepkina-Kupernik war in St. Petersburg als Lesbierin bekannt.

## Werke
Tatjana Schtschepkina-Kupernik verfasste zahlreiche Prosawerke, Gedichtbände, Theaterstücke und Übersetzungen. Sie schrieb auch für verschiedene Zeitschriften, wie Artist, Russkije wedomosti, Russkaja Mysl, Sewerny Kurjer und Nowoje wremja.

### Theaterstücke
- Летняя картинка (Sommerbild), Einakter, 1892 Uraufführung im Kleinen Theater (Maly teatr)
- Ирэн (Irène), Einakter,  1893 Kleines Theater
- В детской (In der Kindheit), Einakter, 1894 Kleines Theater
- Месть Амура, Einakter, 1895 Kleines Theater; 1905 Oper von A. Tanejew
- Белые крылья (Weiße Flügel), Einakter, 1901 Neues Theater,  1902 Korsch-Theater[8]
- Одна из них (Eine von uns), 1908 Korsch-Theater
- Счастливая женщина (Eine glückliche Frau),  1911 Korsch-Theater
- Барышня с фиалками (Кулисы), 1913 Alexandrinski-Theater
- Репетиция (Wiederholung), Einakter,  1914 Litejni Teatr
- Флавия Тессини (Flavia Tessini), 1916 Alexandrinski-Theater

### Prosa und Lyrik
In den Jahren 1895–1915 veröffentlichte sie über 10 Prosa- und Gedichtbände. Ihr Gedicht auf die Heimat (Von den Gefallenen der Veste Port Arthur, 1905) wurde ein Volkslied.

### Übersetzungen
Tatjana Schtschepkina-Kupernik übersetzte zahlreiche Theaterstücke und einige Prosatexte aus dem Französischen, Englischen, Italienischen und Spanischen. Die meisten wurden in russischen Theatern aufgeführt.
Edmond Rostand
Von Edmond Rostand übersetzte sie alle Dramen.
- La Princesse lointaine
- Cyrano de Bergerac
- Les Romanesques  (Романтики)
- L’Aiglon
- Chantecler

William Shakespeare
- Die lustigen Weiber von Windsor (Весёлые виндзорские кумушки), 1927
- Ein Sommernachtstraum (Сон в летнюю ночь), 1938
- König Lear (Король Лир), 1937
- Maß für Maß (Мера за меру), 1939
- Der Sturm (Буря), 1940
- Das Wintermärchen (Зимняя сказка), 1941

Moliere
- Der Menschenfeind (Мизантроп), 1930
- Arzt wider Willen (Лекарь поневоле), 1938

Weitere Autoren waren Lope de Vega, Pedro Calderón de la Barca, John Fletcher, Carlo Goldoni, Carlo Gozzi, Tirzo de Moliny, Moreto y Cavani, Richard Brinsley Sheridan und weitere.
Außerdem übersetzte sie Prosa  von  Maurice Maeterlinck (Monna Vanna), Lewis Carroll (Alice’s Adventures in Wonderland).

## Ehrungen, Preise
- Alexander-Puschkin-Preis der Akademie der Wissenschaften (1903, 1907)
- Verdiente Künstlerin der RSFSR (1940)[1]
- Orden des Roten Banners der Arbeit (1944)
- Ehrenzeichen der Sowjetunion (1949)